# Onder water
Onder water  is een single van Herman van Veen. De single werd uitgebracht ter promotie van het theaterprogramma Onder water, dat Herman van Veen en zijn Harlekijnstal ten tonele bracht gedurende het theaterseizoen 1980/1981. Die show viel deels in het water, omdat het publiek een onderscheid in kinder- en volwassentheater zag, juist waar de artiest dat niet zag. Gedurende het seizoen werd de show gesplitst in twee delen. 
Zowel Onder water als B-kant Fuik is geschreven door Herman van Veen en Erik van der Wurff. De single haalde niet die verkoopcijfers om de Nederlandse Top 40, Nationale Hitparade, de Belgische BRT Top 30 en Ultratop 30 te bereiken.